# 2.ª División de Caballería
La 2.ª División de Caballería (DC 2) fue una división de caballería a caballo del Ejército Argentino creada en 1936 con asiento de paz en Concordia y con dependencia del Cuerpo de Caballería. Una división disuelta en la reorganización de 1964.

## Historia
Por resolución superior del 14 de julio de 1936, se resolvió crear dos divisiones de caballería. Así la División de Caballería 2 creada con asiento en Concordia quedó formada por dos brigadas y cuatro regimientos (RC3, RC11, RC6 y RC9). Fue su primer comandante el general de brigada Martín Federico Gras.
Hacia 1958 formaba en el Tercer Ejército, aunque guardaba dependencia del Cuerpo de Caballería. Con la reorganización aprobada en 1964, la superioridad resolvió transformar las divisiones de caballería en brigadas. Así la División de Caballería 2 constituyó la II Brigada de Caballería y trasladó su comando a la ciudad de Paraná.

## Organización
- 2.ª División de Caballería (1936)
  - Regimiento 3 de Caballería, Santo Tomé
  - Regimiento 6 de Caballería, Concordia
  - Regimiento 9 de Caballería, Curuzú Cuatiá
  - Regimiento 11 de Caballería, Paso de los Libres
  - 3.er Grupo de Artillería a Caballo, Goya

## Asientos
- Concordia  (1936-1964)
- Paraná  (1964-1964)